# الفراج (رماح)
الفراج، هي قرية من فئة (أ) تقع في محافظة رماح، والتابعة لمنطقة الرياض في السعودية. وتبعد الفراج عن محافظة رماح بمسافة تقارب () كم.